# Yakuza (série)
Like a Dragon (龍が如く, Ryū ga Gotoku), anteriormente Yakuza é uma série de jogos eletrônicos de ação-aventura, beat 'em up e RPG criada por Toshihiro Nagoshi e desenvolvido pelo Ryu Ga Gotoku Studio, da divisão interna CS1 Sega. A série é composta por oito títulos principais, duas recriações e vários derivados. A ideia de Yakuza foi criada por Toshihiro Nagoshi, que desejava criar um jogo diferente do que estava sendo produzido na época e que fosse direcionado, especificamente, a homens japoneses, escolhendo se focar no mundo da yakuza e em seu drama humano.
Cada jogo é tipicamente um drama criminal, com enredos inspirados em filmes yakuza e dramas criminais japoneses de antes dos anos 2000. O protagonista mais frequentemente utilizado é Kazuma Kiryu, um yakuza reformado associado ao Clã Tojo, com sede em Kanto. Embora Kiryu muitas vezes se encontre trabalhando com os líderes do Clã Tojo para frustrar conspirações dirigidas contra eles, o tema principal da série é o seu desejo de deixar a yakuza para sempre e começar de novo, criando órfãos e tentando se integrar à vida civil. A jogabilidade envolve o controle de Kiryu, ou outros personagens, em um mundo aberto onde é possível enfrentar inimigos em brigas de rua e também participar de diferentes atividades paralelas, como karaokê, corridas de autorama, beisebol e outras.
Os jogos da série Yakuza foram grande sucessos comerciais e de crítica, especialmente no Japão, com a franquia como um todo já tendo vendido mais de doze milhões de cópias mundialmente, tanto no formato físico quanto no digital. Sua popularidade já gerou diversas adaptações em outras mídias fora dos jogos eletrônicos, como dois filmes, rádio dramas, uma websérie e vários tipos diferentes de livros, além de diversos outros produtos como brinquedos e álbuns musicais.

## Locação
A série de jogos Yakuza se passa principalmente no distrito fictício de Kamurochō (神室町), em Tóquio, baseado no distrito real de luz vermelha de Kabukichō. Outras locações reais reproduzidas na série de jogos incluem os distritos de Dōtonbori e Shinsekai, em Osaka (como "Sotenbori" e "Shinseicho" no jogo, respectivamente, em Yakuza 2, 5 e 0); Kokusai Dori e a área central de Naha, em Okinawa (como "Centro de Ryukyu" em Yakuza 3); Nakasu, Fukuoka (como "Nagasugai" em Yakuza 5); Susukino, Hokkaido (como "Tsukimino" em Yakuza 5); o distrito de Sakae, em Nagoia (como "Kineicho" em Yakuza 5); Onomichi, em Hiroshima (em Yakuza 6: The Song of Life); e Isezakichō, em Yokohama (como "Isezaki Ijincho" em Yakuza: Like a Dragon).
Os visuais dos distritos e cidades nos jogos são baseado nos locais reais, contemporâneos ao ano de lançamento do jogo, e são frequentemente renovados e remodelados para jogos mais novos. Entretanto, certas lojas e edifícios muitas vezes carregam marcas fictícias ou são diferentes se comparados a suas versões reais, substituindo-os com tie-ins ou locais importantes à trama.
Luke Plunkett da Kotaku elogiou a recriação detalhada de distritos específicos, incluindo "coisas trivias e incidentais" que permite a exploração virtual de locais reais. Apesar de não ser explicitamente vendido como "turismo virtual", Malindy Hetfeld, da Eurogamer, notou que "Yakuza ainda te dá a melhor chance de realmente se engajar com um país e suas pessoas. [...] [Ele] se tornou uma conexão a um país que eu amo muito, não por causa das paisagens que ele me mostra, mas por causa de todas as coisas triviais que ele me deixa fazer." Alguns fãs foram inspirados pelos jogos a visitar os distritos e cidades reais.

## Jogabilidade
Todos os jogos Yakuza contam com três modos distintos mas conectados chamados Evento, Aventura e Batalha. O personagem principal encontra aleatoriamente inimigos em seu caminho, iniciando uma Batalha. Em lutas, o personagem do jogador usa combate corpo a corpo, com habilidades como combos, agarrões, arremessos e ataques de finalização, e alguns jogos permitem que o jogador escolha entre vários estilos de luta. Armas e objetos também podem ser usado, mas armas de fogo são raras. Vencer algumas dessas batalhas resulta em dinheiro ou itens que podem ser vendidos ou usados para comprar equipamento ou uma variedade de itens em lojas, aposta ou jogar minijogos. Batalhas causadas pela história podem ser terminadas mais rapidamente derrotando o líder dos inimigos, bem como usando movimentos poderosos chamados ações "Heat", que requerem o preenchimento do medidor "Heat" para serem usadas. Algumas dessas ações incluem quick time events. A medida que o protagonista luta, ele ganha pontos de experiência que podem ser usados para aumentar suas estatísticas e se tornar um lutador mais forte. O jogo mais recente da série, Yakuza: Like a Dragon, inclui um novo sistema de batalha onde o jogador recruta membros para seu grupo para lutarem a seu lado em batalhas por turnos, e para ajudá-lo em minijogos. Graças ao sucesso de Like a Dragon, a Sega confirmou que futuros jogos da série Yakuza continuarão a usar a jogabilidade por turnos, enquanto a série Judgment continuará com a jogabilidade de ação de títulos anteriores.
A série tem um grande número de subtramas, que muitas vezes complementam a história principal. Elas dão ao jogador pontos de experiência adicionais. Há muitos minijogos, que vão de atividades como boliche, dardos e jogos de fliperama, a jogos muito mais complexos, como profissões que podem levar horas para completar. Um chefão recorrente conhecido como Amon aparece em grande parte dos jogos. Dependendo no título, pode haver mais de um. Por exemplo, Yakuza 5 inclui um Amon para cada personagem jogável, incluindo uma versão idol para Haruka.

## Personagens
O protagonista principal da série é Kazuma Kiryu, que é jogável em todos os jogos da série principal até Yakuza 6: The Song of Life. Alguns jogos, como Yakuza 4 e Yakuza 5, incluem vários personagens jogáveis, com o jogador trocando entre eles em pontos predeterminados na história. Em Yakuza: Like a Dragon, Ichiban Kasuga se tornou o novo protagonista da série, com Kiryu aparecendo como um NPC. Ambos são protagonistas do jogo seguinte.
Outros personagens já apareceram como protagonistas de títulos spin-off. Os títulos ambientados na era dos samurais Ryū ga Gotoku Kenzan! e Ryū ga Gotoku Ishin! são baseados em versões ficcionalizadas das figuras históricas Miyamoto Musashi e Sakamoto Ryōma, respectivamente, ambos com modelos baseados em Kiryu. A subsérie Kurohyō: Ryū ga Gotoku conta com seu próprio protagonista Tatsuya Ukyo, enquanto a série Judgment segue o detetive particular Takayuki Yagami.

## Jogos

Logo original da série

Até 2021, a série Yakuza / Like a Dragon inclui oito jogos principais, lançados em ordem cronológica (com a exceção da pré-sequência Yakuza 0), com cada título seguindo os eventos do título anterior. Também há diversos jogos spin-off lançados. Um deles, Ryū ga Gotoku Kenzan!, relata a história de um suposto antepassado de Kazuma Kiryu, a figura histórica Miyamoto Musashi, durante os séculos XVI e XVII; outro, Yakuza: Dead Souls, segue uma invasão zumbi de Kamurochō, a locação principal da série; uma série spin-off para PlayStation Portable, Kurohyō: Ryū ga Gotoku, é sobre um lutador de rua adolescente de Kamurochō que acaba por matar um yakuza do clã Tojo em uma batalha.
Com exceção dos títulos da série Kurohyō: Ryū ga Gotoku, que foram desenvolvidos pela Syn Sophia, e de Streets of Kamurocho, que foi desenvolvido pela Empty Clip Studios, todos os jogos foram desenvolvidos pelo time da Sega Consumer Research and Development Dept. 1 (Sega CS1 R&D), mais tarde renomeado para Ryu Ga Gotoku Studio.
| Lançamento original                                                                                              | Lançamento original                         | Lançamento em inglês | Lançamento em inglês                              | Plataforma(s)                                 | Coleções                         |
| Ano | Título                                      | Ano                  | Título                                            | Plataforma(s)                                 | Coleções                         |
| --- | ------------------------------------------- | -------------------- | ------------------------------------------------- | --------------------------------------------- | -------------------------------- |
| 2005 | Ryū ga Gotoku                               | 2006                 | Yakuza                                            | PS2 PS3 (a) (b) Wii U (a) (b)                 | - PS2 The Best - PS3 The Best(c) |
| 2006 | Ryū ga Gotoku 2                             | 2006                 | Yakuza 2                                          | PS2 PS3 (a) (b) Wii U (a) (b)                 | - PS2 The Best - PS3 The Best(c) |
| 2008 | Ryū ga Gotoku Kenzan!                       | —                    | —                                                 | PS3                                           | - PS3 The Best                   |
| 2009 | Ryū ga Gotoku 3                             | 2010                 | Yakuza 3                                          | PS3 PS4 (b) Xbox One (b) Windows (b)          | - PS3 The Best                   |
| 2010 | Ryū ga Gotoku 4: Densetsu o Tsugomono       | 2011                 | Yakuza 4                                          | PS3 PS4 (b) Xbox One (b) Windows (b)          | - PS3 The Best                   |
| 2010 | Kurohyō: Ryū ga Gotoku Shinshō              | —                    | —                                                 | PSP                                           | - PSP The Best                   |
| 2011 | Ryū ga Gotoku OF THE END                    | 2012                 | Yakuza: Dead Souls                                | PS3                                           | - PS3 The Best(c)                |
| 2012 | Kurohyō 2: Ryū ga Gotoku Ashura-hen         | —                    | —                                                 | PSP                                           | - PSP The Best(c)                |
| 2012 | Ryū ga Gotoku 5: Yume Kanaeshi Mono         | 2015                 | Yakuza 5                                          | PS3 PS4 (b) Xbox One (b) Windows (b)          | - PS3 The Best                   |
| 2014 | Ryū ga Gotoku Ishin!                        | —                    | —                                                 | PS3 PS4                                       | - PS4 The Best                   |
| 2015 | Ryū ga Gotoku 0: Chikai no Basho            | 2017                 | Yakuza 0                                          | PS3 (a) PS4 Xbox One Windows Luna             | - PS4 The Best - PS4 Hits        |
| 2016 | Ryū ga Gotoku: Kiwami                       | 2017                 | Yakuza Kiwami                                     | PS3 (a) PS4 Xbox One Windows                  | - PS4 The Best - PS4 Hits        |
| 2016 | Ryū ga Gotoku 6: Inochi no Uta              | 2018                 | Yakuza 6: The Song of Life                        | PS4 Xbox One Windows                          | - PS4 Hits                       |
| 2017 | Ryū ga Gotoku: Kiwami 2                     | 2018                 | Yakuza Kiwami 2                                   | PS4 Xbox One Windows                          | - PS4 Hits                       |
| 2018 | Hokuto ga Gotoku                            | 2018                 | Fist of the North Star: Lost Paradise             | PS4                                           | - PS4 Hits                       |
| 2018 | Ryū ga Gotoku Online                        | —                    | —                                                 | Windows iOS Android                           | —                                |
| 2018 | Judge Eyes: Shinigami no Yuigon             | 2019                 | Judgment                                          | PS4 PS5 Xbox Series X/S Stadia                | —                                |
| 2020 | Ryū ga Gotoku 7: Hikari to Yami no Yukue    | 2020                 | Yakuza: Like a Dragon                             | PS4 Xbox One PS5 Xbox Series X/S Windows Luna | —                                |
| 2021 | Lost Judgment: Sabakarezaru Kikoku          | 2021                 | Lost Judgment                                     | PS4 Xbox One PS5 Xbox Series X/S              | —                                |
| 2023 | Ryū ga Gotoku Ishin! Kiwami                 | 2023                 | Like a Dragon: Ishin!                             | PS4 Xbox One PS5 Xbox Series X/S Windows      | —                                |
| 2023 | Ryū ga Gotoku 7 Gaiden: Na wo Keshita Otoko | 2023                 | Like a Dragon Gaiden: The Man Who Erased His Name | PS4 Xbox One PS5 Xbox Series X/S Windows      | —                                |
| 2024 | Ryū ga Gotoku 8                             | 2024                 | Like a Dragon: Infinite Wealth                    | PS4 Xbox One PS5 Xbox Series X/S Windows      | —                                |
| Notas: Spin-off Remake Nota a : apenas no Japão. Nota b : em uma coleção remasterizada. Nota c : apenas na Ásia. |                                             |                      |                                                   |                                               |                                  |

### Série principal
| 2005 | Yakuza                         |
| 2006 | Yakuza 2                       |
| 2007 |                                |
| 2008 |                                |
| 2009 | Yakuza 3                       |
| 2010 | Yakuza 4                       |
| 2011 |                                |
| 2012 | Yakuza 5                       |
| 2013 |                                |
| 2014 |                                |
| 2015 | Yakuza 0                       |
| 2016 | Yakuza Kiwami                  |
| 2016 | Yakuza 6: The Song of Life     |
| 2017 | Yakuza Kiwami 2                |
| 2018 |                                |
| 2019 |                                |
| 2020 | Yakuza: Like a Dragon          |
| 2021 |                                |
| 2022 |                                |
| 2023 |                                |
| 2024 | Like a Dragon: Infinite Wealth |

- Yakuza: lançado para PlayStation 2 em dezembro de 2005 no Japão[41] e em setembro de 2006 na América do Norte e Europa.[42][43] A história segue Kiryu enquanto investiga o desaparecimento de uma fortuna do Clã Tojo e tenta cuidar da jovem órfã Haruka.[6]

- Yakuza 2: lançado para PlayStation 2 em dezembro de 2006[44] no Japão e em setembro de 2007 na América do Norte e Europa.[45] Na história, Kiryu é encarregado pelo Clã Tojo de manter boas relações com a rival Aliança Omi.[6]

- Yakuza 3: lançado para PlayStation 3 em fevereiro de 2009 no Japão[46] e em março de 2010 na América do Norte e Europa.[47] Na história, Kiryu enfrenta yakuzas que são donos do terreno do orfanato que administra e que assassinaram o chefe do Clã Tojo.[6]

- Yakuza 4: lançado para PlayStation 3 em março de 2010 no Japão[48] e em março de 2011 na América do Norte e Europa.[49][50] A história acompanha Kiryu, o policial corrupto Masayoshi Tanimura, o ex-yakuza Taiga Saejima e o agiota Shun Akiyama.[6]

- Yakuza 5: lançado para PlayStation 3 em dezembro de 2012 no Japão[51] e em dezembro de 2015 no resto do mundo.[52] A narrativa acompanha cinco personagens diferentes, incluindo Kiryu, em cinco locais, com as histórias lentamente convergindo.[6]

- Yakuza 0: lançado para PlayStation 3 e PlayStation 4 em março de 2015 no Japão[53] e para PlayStation 4 em janeiro de 2017 no resto do mundo. A história acompanha Kiryu e suas tentativas reconquistar sua honra e limpar seu nome diante de seus chefes, e também Goro Majima enquanto administra um cabaret e tenta voltar para yakuza depois de ser expulso.[54]

- Yakuza 6: The Song of Life: lançado para PlayStation 4 em dezembro de 2016 no Japão[55] e em abril de 2018 no resto do mundo.[56] Na história, depois de algum tempo preso, Kiryu é solto e descobre que Haruka desapareceu, ao mesmo tempo em que é forçado a realizar um último trabalho para o Clã Tojo.[6]

- Yakuza: Like a Dragon: lançado para PlayStation 4 em janeiro de 2020 no Japão.[57] A história acompanha Ichiban Kasuga, um membro do Clã Tojo que é libertado da prisão e precisa descobrir os verdadeiros motivos que o levaram a assumir um crime que não tinha cometido.
- Like a Dragon: Infinite Wealth: lançado para PlayStation 4, PlayStation 5, Xbox One, Xbox Series X e Series S e Windows mundialmente em janeiro de 2024.[58][59] Em 2023, Kasuga descobre que sua mãe biológica, Akane, ainda está viva e morando em Honolulu, Havaí. Kasuga viaja para Honolulu por conta própria e se alia a Kiryu para encontrar e proteger Akane de várias organizações criminosas locais. Kiryu também luta pela própria sobrevivência, tendo contraído câncer com um tempo indeterminado de vida restante.

### Spin-offs
- | 2008 | Ryū ga Gotoku Kenzan!                             |
| 2009 |                                                   |
| 2010 | Kurohyō: Ryū ga Gotoku Shinshō                    |
| 2011 | Yakuza: Dead Souls                                |
| 2012 | Kurohyō 2: Ryū ga Gotoku Ashura hen               |
| 2013 |                                                   |
| 2014 | Ryū ga Gotoku Ishin!                              |
| 2015 |                                                   |
| 2016 |                                                   |
| 2017 |                                                   |
| 2018 | Fist of the North Star: Lost Paradise             |
| 2018 | Ryu ga Gotoku Online                              |
| 2018 | Judgment                                          |
| 2019 |                                                   |
| 2020 | Streets of Kamurocho                              |
| 2021 |                                                   |
| 2022 | Lost Judgment                                     |
| 2023 | Like a Dragon: Ishin!                             |
| 2023 | Like a Dragon Gaiden: The Man Who Erased His Name |Ryū ga Gotoku Kenzan!: o primeiro spin-off da série, Kenzan! se passa em Quioto durante o período Edo em 1605, e segui a vida do lendário espadachim Miyamoto Musashi. O jogo foi lançado no Japão e na Ásia em 6 de março de 2008.[60]
- Kurohyou: Ryū ga Gotoku Shinshō: Kurohyou segue Tatsuya Ukyo, um jovem que encontra problemas com o clã Tojo depois de acidentalmente matar um de seus capitães. Co-desenvolvido pela Syn Sophia, ele foi lançado no Japão em 22 de setembro de 2010 para o PlayStation Portable.[61]
  - Kurohyou 2: Ryū ga Gotoku Ashura-hen, uma sequência de Kurohyou, foi lançado no Japão em 22 de março de 2012.[62]
- Yakuza: Dead Souls: conhecido como Ryū ga Gotokyu Of The End no Japão, Dead Souls é uma história não canônica passada durante um apocalipse zumbi em Kamurocho. Ele foi inicialmente lançado no Japão em 9 de junho de 2011 e no ocidente em março de 2012.[63][64]
- Ryū ga Gotoku Ishin!: um spin-off passado durante o período Bakumatsu do Japão (entre 1853 e 1867), Ishin segue as aventuras do samurai Sakamoto Ryoma. Ele foi lançado no Japão para PlayStation 3 e como um título de lançamento para o PlayStation 4 em 22 de fevereiro de 2014.[65]
- Fist of the North Star: Lost Paradise: conhecido no Japão como Hokuto ga Gotoku, Lost Paradise é um jogo baseado na série de mangás Hokuto no Ken utilizando as mecânicas de jogo da série Yakuza / Like a Dragon. O jogo foi lançado para PlayStation 4 no Japão em 22 de fevereiro de 2018 e mundialmente em 2 de outubro de 2018.[66][67] Este foi o primeiro jogo da série desde o primeiro em 2005 a ser lançado com uma dublagem em inglês, e o primeiro a ter uma opção de idioma da dublagem. Alguns personagens da série Yakuza / Like a Dragon fazem pequenas aparições.
- Ryu ga Gotoku Online: um jogo de cartas gratuito para jogar lançado para Android, iOS e PC em 21 de novembro de 2018. Ele inclui os protagonistas Kazuma Kiryu e Ichiban Kasuga.[68]
- Judgment: conhecido no Japão como Judge Eyes: Shinigami no Yuigon, Judgment é um thriller legal passado no mesmo universo de Yakuza, seguindo o detetive particular Takayuki Yagami, que investiga um caso de assassinatos em série em Kamurocho.[69] O jogo possui um sistema de luta similar àquele encontrado em Yakuza 0, onde jogadores podem trocar entre estilos diferentes. Além disso, ele conta com um modo de investigação onde o jogador deve encontrar evidências do criminoso. Ele foi lançado para PlayStation 4 em 13 de dezembro de 2018 no Japão e em junho de 2019 no ocidente.[70] Uma versão remasterizada de Judgment foi lançada para PlayStation 5 e Xbox Series X e Series S em 23 de abril de 2021,[71] e para Windows em 14 de setembro de 2022.[72]
  - Lost Judgment, uma sequência de Judgment, foi lançado mundialmente em setembro de 2021 para PlayStation 4, PlayStation 5, Xbox One e Xbox Series X e Series S,[73] e para Windows em 14 de setembro de 2022.[72]
- Streets of Kamurocho: um minijogo de beat 'em up inspirado na série Streets of Rage com personagens da série Yakuza / Like a Dragon, Streets of Kamurocho foi desenvolvido pela Empty Clip Studios e disponibilizado para Windows via Steam entre 17 e 19 de outubro de 13 e 16 de novembro de 2020 como parte da celebração de aniversário de 60 anos da Sega.[74][75]
- Like a Dragon: Ishin!, um remak+e de Ryū ga Gotoku Ishin! anunciado em 14 de setembro de 2022 com uma data de lançamento planejada para 21 de fevereiro de 2023 para PlayStation 4, PlayStation 5, Xbox One, Xbox Series X e Series S e Windows. O jogo está sendo desenvolvido no motor de jogo Unreal Engine 4.[76]
- Like a Dragon Gaiden: The Man Who Erased His Name: um spin-off contando a história de Kazuma Kiryu entre os eventos de Yakuza 6: The Song of Life, Yakuza: Like a Dragon e Like a Dragon 8. O jogo foi anunciado em 14 de setembro de 2022 com uma data de lançamento planejada para 2023 para PlayStation 4, PlayStation 5, Xbox One, Xbox Series X e Series S e Windows.[77]